# Dreamcatcher (zespół muzyczny)
Dreamcatcher (kor. 드림캐쳐, wcześniej znany jako MINX) – południowokoreański girlsband założony przez Happy Face Entertainment. W skład zespołu wchodzi siedem członkiń: JiU, SuA, Siyeon, Handong, Yoohyeon, Dami oraz Gahyun. Zadebiutowały 13 stycznia 2017 roku wydając CD singel Nightmare (hangul: 악몽, hancha: 惡夢).
Grupa powstała jako MINX i składała się z pięciu członkiń JiU, SuA, Siyeon, Yoohyeon i Dami. 18 września 2014 roku wydały debiutancki singel „Why Did You Come To My Home?” (kor. 우리 집에 왜 왔니). W lipcu 2015 roku ukazał się minialbum Love Shake, który był ostatnim wydawnictwem grupy jako MINX. W listopadzie 2016 roku członkinie ogłosiły, że ponownie zadebiutują w 2017 roku pod nową nazwą Dreamcatcher, z dodatkiem dwóch nowych członkiń.

## Historia

### 2014–2015: Debiut jako MINX
Grupa powstała jako MINX. Swój pierwszy występ na żywo odbył się w Oak Valley Summertime Festival 9 sierpnia 2014 roku, podczas którego wykonali dwie oryginalne piosenki: „Action” i „Why Did You Come To My Home?” (kor. 우리 집에 왜 왔니). 15 września agencja Happy Face Entertainment zapowiedziała swój nowy girlsband. MINX wydały 18 września debiutancki singel „Why Did You Come To My Home?” (kor. 우리 집에 왜 왔니). Piosenka została opisana jako „nowe spojrzenie na dziecięcą rymowankę” o tym samym tytule. Grupa wystąpiła po raz pierwszy w programie M Countdown 18 września, promocje zakończyły się 26 października występem w programie Inkigayo.
2 lipca 2015 roku MINX wydały swój pierwszy minialbum zatytułowany Love Shake z głównym singlem o tym samym tytule. Utwór „Love Shake” promowany był jako „radosna piosenka”, która „dobrze pasuje do lata”, i jest remakiem utworu „Love Shake” z albumu Bang Bang wydanego przez zespół z tej samej wytwórni – Dal Shabet. Tego samego dnia odbył się pokaz prasowy w Ellui, klubie w Seulu. Pierwszy występ w The Show odbył się 30 czerwca, a w Show Champion – 1 lipca.

### 2017: Przekształcenie na Dreamcatcher,Nightmare,Fall Asleep In the MirroriPrequel
W listopadzie 2016 roku Happy Face Entertainment ujawniło, że MINX zadebiutują ponownie w 2017 roku pod nową nazwą zespołu – „Dreamcatcher”; w skład grupy weszły oryginalne członkinie: JiU, SuA, Siyeon, Yoohyeon i Dami, a także dwie nowe: Gahyeon i Handong. Dreamcatcher zadebiutowały 13 stycznia 2017 roku wydając CD singel Nightmare (hangul: 악몽, hancha: 惡夢), wraz z głównym utworem pt. „Chase Me”. 19 stycznia odbył się pierwszy występ w programie muzycznym M Countdown, grupa wykonała piosenkę „Chase Me”.
5 kwietnia Dreamcatcher wydały swój drugi CD singel Nightmare: Fall Asleep In The Mirror oraz główny utwór – „Good Night”. 27 lipca ukazał się pierwszy minialbum zatytułowany Prequel. Zawierał sześć utworów, w tym główny singel „Fly High”. Zadebiutował na 5. miejscu listy Billboard World Albums i osiągnął najwyższą 1 pozycję na amerykańskiej liście iTunes K-Pop Top 100. 1 sierpnia Happy Face Entertainment ogłosiło, że Dreamcatcher odbędą swoją pierwszą światową trasę po zakończeniu promocji płyty Prequel.
8 grudnia agencja ogłosiła, że we współpracy z MyMusicTaste, Dreamcatcher odwiedzą siedem krajów w Europie w lutym 2018 roku w ramach trasy „Fly High” World Tour.
Pod koniec roku Dreamcatcher zyskały uznanie krytyków muzycznych na całym świecie za ich wyjątkową koncepcję i muzykę z gatunku rocka/metal, które jeszcze nie zostały podjęte przez żadną inną grupę K-popową. „Chase Me” zajęła 19. miejsce na liście najlepszych utworów K-popowych Billboardu w 2017 roku według krytyków. Następnie Dreamcatcher znalazły się na 3 pozycji listy Best New K-Pop Acts Billboardu w 2017 roku.
28 grudnia Happy Face Entertainment ogłosiło, że spotkanie zespołu z fanami odbędzie się 13 stycznia 2018 roku z okazji pierwszej rocznicy ich debiutu. Wszystkie 400 biletów na spotkanie zostało wyprzedanych w niecałą minutę po otwarciu sprzedaży 2 stycznia.

### 2018:Full Moon,Nightmare – Escape the ERAAlone in the City
4 stycznia 2018 roku agencja Happy Face Entertainment ujawniła, że nowy cyfrowy singel pt. Full Moon, dedykowany fanom z okazji pierwszej rocznicy, ukaże się 12 stycznia. Utwór został skomponowany przez Olloundera i LEEZ, który również skomponowali poprzednio wydane piosenki Dreamcatcher: „Chase Me”, „Good Night” i „Fly High”.
12 stycznia, wraz z premierą rocznicowego singla, ukazał się teledysk do utworu tytułowego „Full Moon”. Teledysk kontynuował historię trylogii „Nightmare”, a pod koniec filmu zostało ujawnione, że comeback Dreamcatcher został zaplanowany na marzec 2018 roku.
W lutym 2018 roku Dreamcatcher udały się w trasę koncertową 1st Tour „Fly High” po dużych europejskich miastach. Zespół wystąpił w Londynie (14 lutego), Lizbonie (16 lutego), Madrycie (18 lutego), Amsterdamie (21 lutego), Berlinie (22 lutego), Warszawie (23 lutego) i Paryżu (25 lutego).
10 marca członkinie zespołu poinformowały, że oficjalną nazwą fanklubu jest „InSomnia” (co z łaciny oznacza „w snach”).
W kwietniu zespół poinformował o planie powrotu w maju z nowym minialbumem, pt. Nightmare – Escape the ERA. Płyta ukazała się 10 maja, wraz z singlem „You and I”. Minialbum zadebiutował na liście Billboard World Albums pod numerem 7. 17 maja grupa ogłosiła na Twitterze, w lipcu i sierpniu spotkają się z fanami w regionie Ameryki Łacińskiej. Trasa Welcome to the Dream World in Latin America rozpoczęła się 27 lipca koncertem w Buenos Aires w Argentynie a zakończyła 5 sierpnia w Panamie.
Trzeci minialbum zespołu, zatytułowany Alone in the City, ukazał się 20 września. 5 października ogłoszono, że Dreamcatcher zadebiutują w Japonii w listopadzie z japońską wersją singla „What” – płyta ukazała się 21 listopada.

### Od 2019:The End of Nightmare, album japoński i pierwszy koreański album studyjny
13 lutego Dreamcatcher wydały czwarty minialbum The End of Nightmare. Był on ostatnią częścią z serii „Nightmare”. Głównym utworem z płyty był „PIRI”, który prezentuje charakterystyczne rockowe brzmienie połączone z dźwiękami instrumentu piri. W dniu premiery płyty agencja zespołu, HappyFace Entertainment, ogłosiła również, że odtąd zostanie przemianowana na DreamCatcher Company.
Od marca do maja trwała azjatycka trasa koncertowa Invitation from Nightmare City, koncerty odbyły się w kilku miastach – Manili, Singapurze, Seulu, Tokio i Kobe. Trasa została przedłużona o koncerty w Australii, Malezji i Europie.
Grupa ma również wydać pełny japoński album 11 września. Płyta pt. The Beginning of The End zawiera japońskie wersje większości ich głównych singli oraz 2 nowe japońskie utwory.
18 września, po serii zapowiedzi, ukazał się koreański minialbum Raid of Dream, razem z teledyskiem do głównego singla „Deja Vu” (kor. 데자부 (Deja Vu)). Jednocześnie miała swoją premierę japońska wersja piosenki, która powstałą jako oficjalna współpraca z mobilną grą „King’s Raid”.
3 lutego 2020 roku Dreamcatcher ujawniły harmonogram promocji swojego pierwszego koreańskiego albumu studyjnego. Dystopia: The Tree of Language został wydany 18 lutego wraz z teledyskiem do piosenki „Scream”. Handong nie brała udziału w promowaniu płyty z powodu uczestnictwa w 3 sezonie chińskiego programu Idol Producer.
30 lipca, jako drugą część serii „Dystopia”, grupa ujawniła harmonogram comebacku z piątym minialbumem. Dystopia: Lose Myself został wydany 17 sierpnia, wraz z teledyskiem do utworu „BOCA”. 16 października Handong oficjalnie powróciła do grupy. 9 listopada Dreamcatcher oficjalnie dołączyły do platformy mediów społecznościowych Weverse.
Dreamcatcher zaśpiewały opening do serialu anime King’s Raid: Ishi o tsugu mono-tachi, zatytułowaną „Eclipse”. Piosenka została wydana 25 grudnia. Pełna wersja została wydana 24 marca 2021 roku.
26 stycznia 2021 roku ukazała się trzecia, ostatnia część trylogii „Dystopia” – minialbum Dystopia: Road to Utopia i jego główny singel „Odd Eye”.

## Członkinie
- JiU (kor. 지유), właśc. Kim Min-ji (kor. 김민지) – liderka, wokalistka, tancerka wiodąca
- SuA (kor. 수아), właśc. Kim Bo-ra (kor. 김보라) – główna tancerka, raperka wiodąca, wokalistka
- Siyeon (kor. 시연), właśc. Lee Si-yeon (kor. 이시연) – główna wokalistka
- Handong (kor. 한동), właśc. Han Dong (chin. 韓東) – wokalistka
- Yoohyeon (kor. 유현), właśc. Kim Yoo-hyeon (kor. 김유현) – wokalistka wiodąca
- Dami (kor. 다미), właśc. Lee Yu-bin (kor. 이유빈) – główna raperka, wokalistka
- Gahyun (kor. 가현), właśc. Lee Ga-hyun (kor. 이가현) – wokalistka, raperka, maknae

## Dyskografia

### Albumy studyjne
| Rok                                            | Dane dot. albumu | Najwyższa pozycja | Najwyższa pozycja | Sprzedaż                 |
| Rok                                            | Dane dot. albumu | KOR               | JPN               | Sprzedaż                 |
| Koreańskie                                     | Koreańskie | Koreańskie        | Koreańskie        | Koreańskie               |
| ---------------------------------------------- | --- | ----------------- | ----------------- | ------------------------ |
| 2020                                           | Dystopia: The Tree of Language - Wydany: 18 lutego 2020 - Wytwórnia: Dreamcatcher Company - Format: CD, digital download | 3                 | –                 | - KOR: 58 676+           |
| 2022                                           | Apocalypse: Save Us - Wydany: 12 kwietnia 2022 - Wytwórnia: Dreamcatcher Company - Format: CD, digital download          | 4                 | –                 | - KOR: 142 246+          |
| Japońskie                                      | |                   |                   |                          |
| 2019                                           | The Beginning of the End - Wydany: 11 września 2019 - Wytwórnia: Pony Canyon - Format: CD, digital download              | –                 | 7                 | - JPN: 5687+ (Billboard) |
| „–” oznacza, że wydawnictwo nie było notowane. | |                   |                   |                          |

### Minialbumy
| Rok                                            | Dane dot. albumu | Najwyższa pozycja | Najwyższa pozycja | Najwyższa pozycja | Najwyższa pozycja | Sprzedaż        |
| Rok                                            | Dane dot. albumu | KOR               | JPN               | FRA Down.         | US World          | Sprzedaż        |
| jako MINX                                      | jako MINX | jako MINX         | jako MINX         | jako MINX         | jako MINX         | jako MINX       |
| ---------------------------------------------- | --- | ----------------- | ----------------- | ----------------- | ----------------- | --------------- |
| 2015                                           | Love Shake - Wydany: 2 lipca 2015 - Wytwórnia: Happy Face Entertainment - Format: CD, digital download                                          | 11                | –                 | –                 | –                 | - KOR: 1813+    |
| jako Dreamcatcher                              | |                   |                   |                   |                   |                 |
| 2017                                           | Prequel - Wydany: 27 lipca 2017 - Wytwórnia: Happy Face Entertainment - Format: CD, digital download                                            | 4                 | 36                | –                 | 5                 | - KOR: 11 268+  |
| 2018                                           | 악몽 Escape the Era - Wydany: 10 maja 2018 - Wytwórnia: Happy Face Entertainment - Format: CD, digital download                                 | 3                 | 29                | –                 | 7                 | - KOR: 25 436+  |
| 2018                                           | Alone in the City - Wydany: 20 września 2018 - Wytwórnia: Happy Face Entertainment - Format: CD, digital download                               | 2                 | –                 | 197               | 7                 | - KOR: 26 998+  |
| 2019                                           | The End of Nightmare - Wydany: 13 lutego 2019 - Wytwórnia: Happy Face Entertainment (Dreamcatcher Company) - Format: CD, digital download       | 3                 | 43                | 138               | 6                 | - KOR: 27 958+  |
| 2019                                           | Raid of Dream - Wydany: 18 września 2019 - Wytwórnia: Happy Face Entertainment (Dreamcatcher Company) - Format: CD, digital download            | 3                 | –                 | 84                | 10                | - KOR: 31 865+  |
| 2020                                           | Dystopia: Lose Myself - Wydany: 17 sierpnia 2020 - Wytwórnia: Happy Face Entertainment (Dreamcatcher Company) - Format: CD, digital download    | 3                 | –                 | –                 | –                 | - KOR: 100 443+ |
| 2021                                           | Dystopia: Road to Utopia - Wydany: 26 stycznia 2021 - Wytwórnia: Happy Face Entertainment (Dreamcatcher Company) - Format: CD, digital download | 1                 | –                 | –                 | –                 | - KOR: 126 614+ |
| 2021                                           | Summer Holiday - Wydany: 30 lipca 2021 - Wytwórnia: Dreamcatcher Company - Format: CD, digital download                                         | 2                 | –                 | –                 | –                 | - KOR: 129 715+ |
| 2022                                           | Apocalypse: Follow Us - Wydany: 11 października 2022 - Wytwórnia: Dreamcatcher Company - Format: CD, digital download                           | 4                 | –                 | –                 | –                 | - KOR: 110 467+ |
| „–” oznacza, że wydawnictwo nie było notowane. | |                   |                   |                   |                   |                 |

### Single CD
| Rok                                            | Dane dot. albumu | Najwyższa pozycja | Sprzedaż     |           |           |           |
| Rok                                            | Dane dot. albumu | KOR               | Sprzedaż     |           |           |           |
| jako MINX                                      | jako MINX | jako MINX         | jako MINX    | jako MINX | jako MINX | jako MINX |
| ---------------------------------------------- | --- | ----------------- | ------------ | --------- | --------- | --------- |
| 2014                                           | Why Did You Come to My Home? (우리 집에 왜 왔니?) - Wydany: 22 września 2014 - Wytwórnia: Harvest Entertainment - Format: CD, digital download | –                 |              |           |           |           |
| jako Dreamcatcher                              | |                   |              |           |           |           |
| 2017                                           | Nightmare (악몽(惡夢)) - Wydany: 13 stycznia 2017 - Wytwórnia: Happy Face Entertainment - Format: CD, digital download                         | 25                | - KOR: 3576+ |           |           |           |
| 2017                                           | Fall Asleep in the Mirror (악몽) - Wydany: 5 kwietnia 2017 - Wytwórnia: Happy Face Entertainment - Format: CD, digital download                | 7                 | - KOR: 9274+ |           |           |           |
| 2021                                           | Eclipse - Wydany: 24 marca 2021 - Wytwórnia: Pony Canyon - Format: CD, digital download                                                        | –                 | –            |           |           |           |
| „–” oznacza, że wydawnictwo nie było notowane. | |                   |              |           |           |           |

### Single
| Rok                                            | Tytuł                                                          | Najwyższa pozycja | Najwyższa pozycja | Najwyższa pozycja | Album                          |            |            |            |            |
| Rok                                            | Tytuł                                                          | KOR (Gaon)        | JPN (Oricon)      | US World          | Album                          |            |            |            |            |
| Koreańskie                                     | Koreańskie                                                     | Koreańskie        | Koreańskie        | Koreańskie        | Koreańskie                     | Koreańskie | Koreańskie | Koreańskie | Koreańskie |
| jako MINX                                      | jako MINX                                                      | jako MINX         | jako MINX         | jako MINX         | jako MINX                      | jako MINX  | jako MINX  | jako MINX  | jako MINX  |
| ---------------------------------------------- | -------------------------------------------------------------- | ----------------- | ----------------- | ----------------- | ------------------------------ | ---------- | ---------- | ---------- | ---------- |
| 2014                                           | „Why Did You Come to My Home?” (우리 집에 왜 왔니?)            | –                 | –                 |                   | Why Did You Come to My Home    |            |            |            |            |
| 2014                                           | „Rockin’ Around the Christmas Tree” (razem z Dal Shabet)       | –                 | –                 |                   | –                              |            |            |            |            |
| 2015                                           | „Love Shake”                                                   | –                 | –                 |                   | Love Shake                     |            |            |            |            |
| jako Dreamcatcher                              |                                                                |                   |                   |                   |                                |            |            |            |            |
| 2017                                           | „Chase Me”                                                     | –                 | –                 | –                 | Nightmare                      |            |            |            |            |
| 2017                                           | „Good Night”                                                   | –                 | –                 | 23                | Fall Asleep in the Mirror      |            |            |            |            |
| 2017                                           | „Fly High” (날아올라)                                          | –                 | –                 | –                 | Prequel                        |            |            |            |            |
| 2018                                           | „Full Moon”                                                    | –                 | –                 | 16                | –                              |            |            |            |            |
| 2018                                           | „You and I”                                                    | –                 | –                 | 9                 | Escape the Era                 |            |            |            |            |
| 2018                                           | „What”                                                         | –                 | –                 | 8                 | Alone in the City              |            |            |            |            |
| 2019                                           | „Over the Sky” (하늘을 넘어)                                   | –                 | –                 | –                 | Over the Sky                   |            |            |            |            |
| 2019                                           | „Piri”                                                         | –                 | –                 | 12                | The End of Nightmare           |            |            |            |            |
| 2019                                           | „Deja Vu” (데자부)                                             | –                 | –                 | 12                | Raid of Dream                  |            |            |            |            |
| 2020                                           | „Scream”                                                       | –                 | –                 | 6                 | Dystopia: The Tree of Language |            |            |            |            |
| 2020                                           | „Be The Future” (with AleXa & IN2IT) (jako Millenasia Project) | –                 | –                 | –                 | –                              |            |            |            |            |
| 2020                                           | „R.o.S.E BLUE (Prod. ESTi)”                                    | –                 | –                 | 11                | –                              |            |            |            |            |
| 2021                                           | „Odd Eye”                                                      | –                 | –                 | 5                 | Dystopia: Road to Utopia       |            |            |            |            |
| 2021                                           | „BEcause”                                                      | –                 | –                 | 6                 | Summer Holiday                 |            |            |            |            |
| 2022                                           | „Maison”                                                       | –                 | –                 | –                 | Apocalypse: Save Us            |            |            |            |            |
| 2022                                           | „Vision”                                                       | –                 | –                 | –                 | Apocalypse: Follow Us          |            |            |            |            |
| Japońskie                                      |                                                                |                   |                   |                   |                                |            |            |            |            |
| 2018                                           | „What”                                                         | –                 | 12                |                   | –                              |            |            |            |            |
| 2018                                           | „PIRI～笛を吹け～” (Piri ~Fue o fuke~)                         | –                 | 13                |                   | –                              |            |            |            |            |
| 2020                                           | „Endless Night”                                                | –                 | 13                |                   | –                              |            |            |            |            |
| 2021                                           | „Eclipse”                                                      | –                 | 17                |                   | Eclipse                        |            |            |            |            |
| „–” oznacza, że wydawnictwo nie było notowane. |                                                                |                   |                   |                   |                                |            |            |            |            |

## Trasy koncertowe
- Dreamcatcher 1st Concert – Fly High in Japan (2017)
- Dreamcatcher 1st World Tour – Fly High in Brazil (2017)
- Dreamcatcher 1st World Tour – Fly High in Europe (2018)
- Dreamcatcher 1st Concert in Seoul – Welcome to the Dream World (2018)
- Dreamcatcher Welcome to the Dream World (2018; Ameryka Łacińska, Tajwan)
- Dreamcatcher Concert: Invitation from Nightmare City (2019)
- Dreamcatcher [Apocalypse: Save us] 2022 Dreamcatcher World Tour (2022)